# Puxley
Puxley – osada w Anglii, w hrabstwie Northamptonshire, w dystrykcie (unitary authority) West Northamptonshire. Leży 19 km na południe od miasta Northampton i 82 km na północny zachód od Londynu.